# Siergiej Wariencow
Siergiej Siergiejewicz Wariencow, ros. Сергей Сергеевич Варенцов (ur. 28 lipca?/10 sierpnia 1901 w Dmitrowie, zm. 1 marca 1971 w Moskwie) – radziecki wojskowy, główny marszałek artylerii.

## Życiorys
W Armii Czerwonej służył od 1919 roku. W 1921 ukończył kurs ciężkiej artylerii, a w 1926 – jako ekstern – szkołę artyleryjską. W 1930 ukończył kurs dokształcający dla dowódców, a w 1951 – wyższy kurs akademicki w Wojskowej Akademii Sztabu Generalnego.
Na początku II wojny światowej jako pułkownik był szefem artylerii 6 Korpusu Strzeleckiego 6 Armii Frontu Południowo-Zachodniego, od listopada 1941 – 40 Armii Frontu Południowo-Zachodniego, od września 1942 – 60 Armii Frontu Woroneskiego, od października 1942 do końca wojny – dowódcą artylerii Frontu Woroneskiego (od października 1943 – I Frontu Ukraińskiego). Awansowany na stopień generała majora artylerii w listopadzie 1941. Od lutego 1943 był generałem porucznikiem artylerii, a w październiku tego roku generałem pułkownikiem artylerii. Wariencow podczas bitwy kurskiej był pomysłodawcą przygotowania artyleryjskiego polegającego na poddaniu ostrzałowi artyleryjskiemu o niebywałej sile oddziałów niemieckich kilka minut przed rozpoczęciem ich natarcia. W 1945 za operację berlińską otrzymał tytuł Bohatera Związku Radzieckiego. Od 1951 szef Głównego Zarządu Artylerii, a następnie dowódca wojsk rakietowych i artylerii Wojsk Lądowych.
Mianowany na stopień głównego marszałka artylerii 6 maja 1961.
Po wykryciu działalności szpiegowskiej Olega Pieńkowskiego, który w latach 1944–1945 był adiutantem Wariencowa, został oskarżony o brak czujności, został w dniu 13 marca 1963 pozbawiony stopnia głównego marszałka artylerii, zdegradowany do stopnia generała majora i pozbawiony wszelkich tytułów i orderów, w tym wojennych. Został odwołany ze stanowisk partyjnych i państwowych, przeniesiony do rezerwy.
Bogusław Wołoszański w swoim programie z cyklu „Sensacje XX wieku” – Najwyższa stawka, cz. IV (1997 r.) podaje informację, że Siergiej Wariencow popełnił samobójstwo, strzelając sobie z pistoletu w głowę na moskiewskiej ulicy.
Pochowany w Moskwie, na Cmentarzu Nowodziewiczym.

## Awanse
- gen. mjr artylerii 09 listopada 1941;
- gen. por. artylerii 04 lutego 1943;
- gen. płk artylerii 20 października 1943;
- marszałek artylerii 11 marca 1955;
- główny marszałek artylerii 06 maja 1961.

## Nagrody i odznaczenia
- Order Lenina, czterokrotnie (6 listopada 1941, 21 lutego 1945 – pozbawiony orderu 12 marca 1963, 29 maja 1945, 14 września 1961);
- Order Czerwonego Sztandaru, trzykrotnie (27 sierpnia 1943, 3 listopada 1944, 20 czerwca 1949);
- Order Suworowa I stopnia (10 stycznia 1944);
- Order Kutuzowa I stopnia, dwukrotnie (8 lutego 1943, 25 sierpnia 1944);
- Order Czerwonej Gwiazdy (14 lutego 1943);
- Order Lwa Białego (Czechosłowacja);
- Czechosłowacki Wojskowy Order Lwa Białego „Za zwycięstwo”;
- Krzyż Wojenny Czechosłowacki 1939;
- Order Virtuti Militari;
- Order Krzyża Grunwaldu[3].